# Brillon-en-Barrois
Brillon-en-Barrois é uma comuna francesa na região administrativa de Grande Leste, no departamento de Meuse. Estende-se por uma área de 11,35 km². Em 2010 a comuna tinha 705 habitantes (densidade: 62,1 hab./km²).